# László Kovács (Kameramann)
László Kovács [ˈlaːsloː ˈkovaːʧ] (* 14. Mai 1933 in Cece, Ungarn; † 22. Juli 2007 in Beverly Hills, Kalifornien) war ein ungarisch-US-amerikanischer Kameramann.

## Leben
László Kovács studierte zwischen 1952 und 1956 an der Budapester Schauspiel- und Filmhochschule (Színház- és Filmművészeti Főiskola), unter anderem bei György Illés. Nachdem er zusammen mit Vilmos Zsigmond die Ereignisse im Zuge des Einmarsches der sowjetischen Armee in Budapest 1956 mit der 35-mm-Filmkamera festgehalten hatte, flüchteten sie mit 9100 Meter Material über Österreich in die USA, wo er 1957 politisches Asyl erhielt. Die Ungarn-Krise war zu dem Zeitpunkt nicht mehr aktuell, Kovács musste mangels Englischkenntnissen mit einfachen Arbeiten Geld verdienen. Die Ungarn-Dokumentation wurde mit Walter Cronkite erst 1961 von CBS ausgestrahlt. Anschließend war Kovács als Kameramann für mehrere Fernsehproduktionen und Low-Budget-Filme tätig, zum Teil unter den Namen Leslie Kovacs oder Art Radford.
Für die American-International-Pictures-Produktionen Hell’s Angels on Wheels (Die wilden Schläger von San Francisco) sowie The Savage Seven drehte er Fahraufnahmen von Motorrädern und wurde wie Jack Nicholson und Sabrina Scharf anschließend für die Dreharbeiten für Easy Rider im Frühjahr 1968 engagiert.
Kovács wirkte auch als Fotograf und inszenierte als Regisseur drei Filme.

## Filmografie (Auswahl)
- 1964: Cabaret der Zombies (The Incredibly Strange Creatures Who Stopped Living and Became Mixed-Up Zombies!!?)
- 1964: Kiss Me Quick!
- 1966: Die lüsterne Tochter der Fanny Hill (The Notorious Daughter of Fanny Hill)
- 1967: Die wilden Schläger von San Francisco (Hells Angels on Wheels)
- 1968: Laila – Vampir der Lust (Mantis in Lace)
- 1968: The Savage Seven
- 1968: Bewegliche Ziele (Targets)
- 1969: Easy Rider
- 1970: Five Easy Pieces – Ein Mann sucht sich selbst (Five Easy Pieces)
- 1970: Getting Straight
- 1971: The Last Movie
- 1972: Is’ was, Doc? (What’s Up, Doc?)
- 1973: Paper Moon
- 1974: Bei mir liegst du richtig (For Pete’s Sake)
- 1975: Shampoo
- 1976: Nickelodeon
- 1976: Und morgen wird ein Ding gedreht (Harry and Walter Go to New York)
- 1977: New York, New York
- 1978: F.I.S.T. – Ein Mann geht seinen Weg (F.I.S.T.)
- 1978: Vorhof zum Paradies (Paradise Alley)
- 1979: Butch & Sundance – Die frühen Jahre (Butch and Sundance: The Early Days)
- 1980: Maxs Bar (Inside Moves)
- 1981: Die Legende vom einsamen Ranger (The Legend of the Lone Ranger)
- 1982: Der Spielgefährte (The Toy)
- 1982: Frances
- 1984: Crackers – Fünf Gauner machen Bruch (Crackers)
- 1984: Ghostbusters – Die Geisterjäger (Ghostbusters)
- 1985: Die Maske (Mask)
- 1986: Staatsanwälte küsst man nicht (Legal Eagles)
- 1988: Little Nikita
- 1991: Tod im Spiegel (Shattered)
- 1992: Flug ins Abenteuer (Radio Flyer)
- 1993: Ruby Cairo
- 1994: Der Scout (The Scout)
- 1994: Karate Kid IV – Die nächste Generation (The Next Karate Kid)
- 1995: Copykill
- 1996: Vier lieben dich (Multiplicity)
- 1997: Die Hochzeit meines besten Freundes (My Best Friend’s Wedding)
- 1998: Jack Frost
- 2000: Zurück zu Dir (Return to Me)
- 2000: Miss Undercover (Miss Congeniality)
- 2002: Ein Chef zum Verlieben (Two Weeks Notice)
- 2006: Torn from the Flag

## Auszeichnungen (Auswahl)
- 1998 Camerimage – Preis für sein Lebenswerk
- 2001 gewann er einen Hollywood Film Award.
- 2002 wurde er von der American Society of Cinematographers mit einem Lifetime Achievement Award ausgezeichnet.